# Jezioro Staroleskie
Jezioro Staroleskie (także: Stary Las) – jezioro na Kociewiu, położone w gminie Starogard Gdański (powiat starogardzki, województwo pomorskie), ok. 5 km na zachód od Starogardu Gdańskiego na obszarze Pojezierza Starogardzkiego.
Powierzchnia całkowita tego owalnego akwenu wynosi 15,3 ha, a głębokość maksymalna 15 metrów. Roślinność wodna jest bujna.
Wędkarski połów ryb możliwy jest z brzegu i z łodzi, zarówno w nocy, jak i w dzień. Dominującym gatunkiem jest szczupak, ale obficie występują też karaś srebrzysty, karp, leszcz, lin, okoń, płoć, węgorz, wzdręga i amur biały. Znacznie mniej jest suma, karasia pospolitego i jazgarza.
Przy brzegu zachodnim parking niestrzeżony.